# Valemont
Valemont ist eine ursprünglich 35-teilige Mini-Vampirserie des US-amerikanischen Fernsehsenders MTV. Die Erstausstrahlung erfolgte am 21. September 2009 in den USA sowie ein Jahr später in Deutschland. In den Vereinigten Staaten wurden die ersten der durchschnittlich 2½ Minuten langen Episoden in den Werbepausen von The City und The Hills ausgestrahlt, der Rest lief exklusiv online. 

## Handlung
In den einzelnen Episoden geht es darum, dass Maggie Gracen, welche sich auf dem Campus als Sophie Fields ausgibt, das Mobiltelefon ihres ermordeten Bruders Eric findet und herausfinden will, wer der Mörder ist. Sie beginnen fast immer mit einem Podcast von Erics Handy. Der letzte Ort, an dem ihr Bruder lebend gesehen worden ist, war die Valemont Universität, ein exklusives East Coast College. Um dort Zugang zu bekommen, nimmt sie die Identität von einer schwangeren Freundin ihres Bruders an, da sie selbst keine Qualifikation für eine Universität hat. Nur langsam kommt sie dem mysteriösen Tod ihres Bruders und dem Ursprung vieler Elite-Valemont-Studenten auf die Spur.

## Hintergrund
- Die einzelnen Folgen sollten anfangs nur online ansehbar sein. Doch MTV hat nun vor, immer 10–15 Episoden zu einer 30 Minuten langen Episode zusammenzuschneiden und sie im Fernsehen auszustrahlen.
- Die einzelnen Episoden sind online auf MTV.de und per V-Cast-Video von der Firma Verizon Wireless anzusehen. Dort werden auch einzelne Bonus-Episoden ausgestrahlt.